# Datun (Pei)
Das Straßenviertel Datun (chinesisch 大屯街道, Pinyin Dàtún Jiēdào) liegt im Norden des städtischen Kerngebiets des Kreises Pei der bezirksfreien Stadt Xuzhou in der chinesischen Provinz Jiangsu. Das Straßenviertel hat eine Fläche von 54,3 km², Ende Dezember 2022 lebten dort 102.000 registrierte Einwohner. Größter Arbeitgeber im Straßenviertel ist die im August 1970 gegründete Datun Kohlekraftwerk GmbH (大屯煤电（集团）有限责任公司), mittlerweile ein Teil der China National Coal Group (中国中煤能源集团有限公司).
Im September 1986 wurde in dem 2 km nordöstlich des Siedlungskerns gelegenen Dorf Zhudazhuang der Raumfahrer Zhu Yangzhu geboren.

## Geschichte
Die Geschichte von Datun geht zurück auf die Unruhen im Grenzgebiet Shandong–Jiangsu am Ende der Qing-Dynastie, als Familien aus dem Dorf Datun (大屯村) in der Großgemeinde Qilin (麒麟镇) des Kreises Juye im Osten der Provinz Shandong, die erst zu Beginn des 15. Jahrhunderts, während der Ming-Dynastie, aus dem Raum Nanjing nach Norden gekommen waren, um 1900 zurück nach Süden flohen und sich im Kreis Pei niederließen. Für ihre Ansiedlung wählten sie den Namen ihres alten Dorfes. Das Dorf Datun wuchs im weiteren Verlauf zu einer befestigten Stadt, woraufhin es zur Großgemeinde mit einer eigenen Verwaltung erhoben wurde. Im Februar 1957 wurde die Großgemeinde Datun in die Gemeinden Haozhai (郝寨乡, „mit einem Palisadenzaun befestigtes Dorf des Hao-Clans“) und Datun (大屯乡) aufgespalten. Gut ein Jahr später, im September 1958, wurden die beiden Gemeinden in die Volkskommune Haozhai (郝寨人民公社) und die Volkskommune Datun (大屯人民公社) umgewandelt. 
Im Juli 1983 wurden die beiden Volkskommunen im Zuge der Reform- und Öffnungspolitik aufgelöst und in Gemeinden umgewandelt. Im August 1985 wurde Datun zur Großgemeinde erhoben und die südlich davon gelegenen Dörfer von Haozhai dort integriert; Haozhai selbst war nun nur noch ein Verwaltungsdorf. Ab 1992 war Haozhai dann acht Jahre lang eine eigenständige Großgemeinde, bis es im April 2000 wieder mit Datun vereinigt wurde. Der Siedlungskern von Datun wuchs nach Süden mit der Kreisstadt zusammen.
Am 16. Oktober 2014 wurde die Großgemeinde schließlich mit Genehmigung der Provinzregierung von Jiangsu in ein Straßenviertel umgewandelt. Im Zuge dieser Umgestaltung musste Datun einige seiner ursprünglichen Einwohnergemeinschaften an die neugeschaffenen Straßenviertel Hanxing und Hanyuan abtreten.

## Administrative Gliederung
Datun setzt sich aus 21 Einwohnergemeinschaften und 10 Verwaltungsdörfern zusammen. Diese sind:
Einwohnergemeinschaft Anzhuang (安庄社区)
Einwohnergemeinschaft Dacai (大菜社区)
Einwohnergemeinschaft Datun (大屯社区)
Einwohnergemeinschaft Dawangzhuang (大王庄社区)
Einwohnergemeinschaft Fengqiao (冯桥社区)
Einwohnergemeinschaft Haozhai (郝寨社区)
Einwohnergemeinschaft Hubin (湖滨社区)
Einwohnergemeinschaft Hupan (湖畔社区)
Einwohnergemeinschaft Huayuan (花园社区)
Einwohnergemeinschaft Jintun (金屯社区)
Einwohnergemeinschaft Mengzhuang (孟庄社区)
Einwohnergemeinschaft Qixin (齐心社区), Regierungssitz des Straßenviertels
Einwohnergemeinschaft Qingang (秦岗社区)
Einwohnergemeinschaft Shenjiang (申江社区)
Einwohnergemeinschaft Weiying (魏营社区)
Einwohnergemeinschaft Xiaguan (夏官社区)
Einwohnergemeinschaft Xiaoying (小营社区)
Einwohnergemeinschaft Xiuqiyuan (绣绮园社区)
Einwohnergemeinschaft Xuzhuang (徐庄社区)
Einwohnergemeinschaft Yiyuan (颐园社区)
Einwohnergemeinschaft Zhudazhuang (朱大庄社区)
Dorf Fengle (丰乐村)
Dorf Guanzhuang (关庄村)
Dorf Haoyao (郝尧村)
Dorf Jiamiao (贾庙村)
Dorf Lidazhuang (李大庄村)
Dorf Masi (马寺村)
Dorf Shidatun (石大屯村)
Dorf Songzhuang (宋庄村)
Dorf Wangkeng (王坑村)
Dorf Xiaotun (小屯村)